# Дирборн (Мичиген)
Дирборн (енгл. Dearborn) град је у америчкој савезној држави Мичиген. По попису становништва из 2020. у њему је живело 109.976 становника. Најпознатији је по седишту мултинационалног америчког произвођача аутомобила Форд и по родном месту Хенрија Форда.

## Демографија
Према попису становништва из 2010. у граду је живело 98.153 становника, што је 378 (0,4%) становника више него 2000. године.
|                   | 2010.           | 2000.           |
| Укупно            | 98 153 (100,0%) | 97 775 (100,0%) |
| Белци             | 85 116 (86,72%) | 82 893 (84,78%) |
| Остали            | 3 980 (4,055%)  | 9 262 (9,473%)  |
| Афроамериканци    | 3 965 (4,040%)  | 1 248 (1,276%)  |
| Хиспаноамериканци | 3 386 (3,450%)  | 2 931 (2,998%)  |
| Азијати           | 1 706 (1,738%)  | 1 441 (1,474%)  |